# فستوكة أيبيرية
الفستوكة الأيبيرية (باللاتينية: Festuca iberica) نوع نباتي يتبع جنس الفستوكة من الفصيلة النجيلية.

## الموئل والانتشار
موطنها المغرب العربي وإسبانيا وفرنسا، ويوجد أيضًا في البرتغال بشكل غير أصيل.

## الوصف النباتي
النبات عشبي معمر.

## مرادفات للاسم العلمي
- (باللاتينية: Festuca rubra var. iberica Hack.)
- (باللاتينية: Festuca gaetula (Maire) Kerguélen)
- (باللاتينية: Festuca nevadensis subsp. scabrescens (Trab.) Dobignard & Portal)
- (باللاتينية: Festuca rubra subsp. scabrescens Trab.)
- (باللاتينية: Festuca trichophylla subsp. scabrescens (Trab.) Catalán & Stace)